# Радомль (Орловская область)
Радомль — деревня в Урицком районе Орловской области России.
Входит в состав Архангельского сельского поселения.

## География
Расположена севернее деревни Савинки. Здесь берёт начало речка Радомка, впадающая в реку Лубна. Западнее деревни проходит железная дорога.
В Радомле имеется одна улица — Радомка.

## Население
| 2010 |
| ---- |
| 4    |

### Известные люди
Здесь родился участник Великой Отечественной войны, Герой Социалистического Труда — Шатохин Александр Сергеевич (1924—2001).